# Copa Mundial de Hockey Femenino de 1994
La VIII Copa Mundial de Hockey Femenino se celebró en Dublín (Irlanda) entre el 13 y el 24 de julio de 1994 bajo la organización de la Federación Internacional de Hockey (FIH) y la Federación Irlandesa de Hockey.
Compitieron en el campeonato 12 selecciones nacionales afiliadas a la FIH por el título mundial, cuyo anterior portador era el equipo de los Países Bajos, ganador del Mundial de 1990.
El equipo de Australia conquistó su primer título mundial al vencer en la final al equipo de Argentina con un marcador de 0-2. El conjunto de Estados Unidos ganó la medalla de bronce en el partido por el tercer puesto contra el equipo de Alemania.

## Grupos
| Grupo A       | Grupo B        |
| ------------- | -------------- |
| Argentina     | Alemania       |
| Australia     | Estados Unidos |
| Corea del Sur | Países Bajos   |
| España        | China          |
| Rusia         | Inglaterra     |
| Irlanda       | Canadá         |

## Primera fase
- Todos los partidos en la hora local de Irlanda (UTC+1).

Los primeros dos de cada grupo disputaron las semifinales. El resto disputaron los correspondientes partidos de clasificación final.

### Grupo A
| Equipo        | J | G | E | P | GF | GC | DG | PTS |
| ------------- | - | - | - | - | -- | -- | -- | --- |
| Argentina     | 5 | 4 | 0 | 1 | 7  | 3  | +4 | 12  |
| Australia     | 5 | 3 | 1 | 1 | 13 | 5  | +8 | 7   |
| Corea del Sur | 5 | 2 | 1 | 2 | 10 | 8  | +2 | 5   |
| España        | 5 | 1 | 3 | 1 | 8  | 7  | +1 | 5   |
| Rusia         | 5 | 1 | 1 | 3 | 3  | 9  | -6 | 3   |
| Irlanda       | 5 | 0 | 2 | 3 | 1  | 10 | -9 | 2   |

- Resultados

| Fecha | Hora  | Partido       | Partido | Partido       | Resultado |
| ----- | ----- | ------------- | ------- | ------------- | --------- |
| 13.07 | 10:00 | Rusia         | -       | Australia     | 2-1       |
| 13.07 | 12:00 | Irlanda       | -       | Argentina     | 0-3       |
| 13.07 | 15:00 | España        | -       | Corea del Sur | 3-3       |
| 14.07 | 15:00 | Rusia         | -       | Corea del Sur | 0-4       |
| 14.07 | 17:00 | Argentina     | -       | Australia     | 1-3       |
| 15.07 | 10:00 | España        | -       | Irlanda       | 1-1       |
| 16.07 | 11:00 | Argentina     | -       | Rusia         | 1-0       |
| 16.07 | 14:00 | Corea del Sur | -       | Irlanda       | 2-0       |
| 16.07 | 16:00 | Australia     | -       | España        | 1-1       |
| 18.07 | 10:00 | Corea del Sur | -       | Argentina     | 0-1       |
| 18.07 | 12:00 | España        | -       | Rusia         | 3-1       |
| 18.07 | 15:00 | Australia     | -       | Irlanda       | 4-0       |
| 19.07 | 15:00 | Irlanda       | -       | Rusia         | 0-0       |
| 19.07 | 17:00 | Argentina     | -       | España        | 1-0       |
| 20.07 | 10:00 | Australia     | -       | Corea del Sur | 4-1       |

### Grupo B
| Equipo         | J | G | E | P | GF | GC | DG | PTS |
| -------------- | - | - | - | - | -- | -- | -- | --- |
| Alemania       | 5 | 3 | 1 | 1 | 9  | 4  | +5 | 7   |
| Estados Unidos | 5 | 3 | 1 | 1 | 5  | 3  | +2 | 7   |
| Países Bajos   | 5 | 3 | 0 | 2 | 7  | 4  | +3 | 6   |
| China          | 5 | 2 | 1 | 2 | 4  | 3  | +1 | 5   |
| Inglaterra     | 5 | 1 | 1 | 3 | 3  | 5  | -2 | 3   |
| Canadá         | 5 | 1 | 0 | 4 | 1  | 10 | -9 | 2   |

- Resultados

| Fecha | Hora  | Partido        | Partido | Partido        | Resultado |
| ----- | ----- | -------------- | ------- | -------------- | --------- |
| 13.07 | 17:00 | Canadá         | -       | Alemania       | 0-2       |
| 14.07 | 10:00 | Países Bajos   | -       | China          | 1-0       |
| 14.07 | 12:00 | Inglaterra     | -       | Estados Unidos | 0-1       |
| 15.07 | 12:00 | China          | -       | Inglaterra     | 0-0       |
| 15.07 | 15:00 | Estados Unidos | -       | Alemania       | 1-1       |
| 15.07 | 17:00 | Canadá         | -       | Países Bajos   | 1-3       |
| 17.07 | 10:00 | Alemania       | -       | Inglaterra     | 3-0       |
| 17.07 | 14:00 | China          | -       | Canadá         | 2-0       |
| 17.07 | 16:00 | Países Bajos   | -       | Estados Unidos | 1-2       |
| 18.07 | 17:00 | Canadá         | -       | Estados Unidos | 1-0       |
| 19.07 | 10:00 | Alemania       | -       | China          | 1-2       |
| 19.07 | 12:00 | Países Bajos   | -       | Inglaterra     | 1-0       |
| 20.07 | 12:00 | Inglaterra     | -       | Canadá         | 3-0       |
| 20.07 | 15:00 | China          | -       | Estados Unidos | 0-1       |
| 20.07 | 17:00 | Países Bajos   | -       | Alemania       | 1-2       |

## Fase final
- Todos los partidos en la hora local de Irlanda (UTC+1).

|  | Semifinales    | Semifinales |   |                | Final        | Final |  |
|  |                |             |   |                |              |       |  |
|  |                |             |   |                |              |       |  |
|  |                |             |   |                |              |       |  |
|  | Estados Unidos | 0           |   |                |              |       |  |
|  | Argentina      | 2           |   |                |              |       |  |
|  |                |             |   |                |              |       |  |
|  |                |             |   |                |              |       |  |
|  |                |             |   |                | Argentina    | 0     |  |
|  |                | Australia   | 2 |                |              |       |  |
|  |                |             |   |                |              |       |  |
|  |                |             |   |                |              |       |  |
|  |                |             |   |                | Tercer lugar |       |  |
|  |                |             |   |                |              |       |  |
|  | Australia      | 2           |   | Estados Unidos | 2            |       |  |
|  | Alemania       | 0           |   |                | Alemania     | 1     |  |

### Partidos de clasificación
Puestos 9.º a 12.º
| Fecha | Hora  | Partido | Partido | Partido    | Resultado   |
| ----- | ----- | ------- | ------- | ---------- | ----------- |
| 23.07 | 08:00 | Rusia   | -       | Canadá     | 1-1 (2-4) P |
| 23.07 | 10:30 | Irlanda | -       | Inglaterra | 1-1 (0-2) P |

Puestos 5.º a 8.º
| Fecha | Hora  | Partido       | Partido | Partido      | Resultado |
| ----- | ----- | ------------- | ------- | ------------ | --------- |
|       | 09:00 | Corea del Sur | -       | China        | 4-1       |
|       | 11:30 | España        | -       | Países Bajos | 0-2       |

Undécimo lugar
| Fecha | Hora  | Partido | Partido | Partido | Resultado |
| ----- | ----- | ------- | ------- | ------- | --------- |
| 24.07 | 08:00 | Rusia   | -       | Irlanda | 2-3       |

Noveno lugar
| Fecha | Hora  | Partido | Partido | Partido    | Resultado |
| ----- | ----- | ------- | ------- | ---------- | --------- |
| 24.07 | 10:30 | Canadá  | -       | Inglaterra | 0-1       |

Séptimo lugar
| Fecha | Hora  | Partido | Partido | Partido | Resultado |
| ----- | ----- | ------- | ------- | ------- | --------- |
| 23.07 | 16:00 | China   | -       | España  | 2-1       |

Quinto lugar
| Fecha | Hora  | Partido       | Partido | Partido      | Resultado |
| ----- | ----- | ------------- | ------- | ------------ | --------- |
| 23.07 | 13:30 | Corea del Sur | -       | Países Bajos | 2-0       |

### Semifinales
| Fecha | Hora  | Partido        | Partido | Partido   | Resultado |
| ----- | ----- | -------------- | ------- | --------- | --------- |
| 22.07 | 14:30 | Estados Unidos | -       | Argentina | 0-2       |
| 22.07 | 17:00 | Australia      | -       | Alemania  | 2-0       |

### Tercer lugar
| Fecha | Hora  | Partido        | Partido | Partido  | Resultado |
| ----- | ----- | -------------- | ------- | -------- | --------- |
| 23.07 | 13:30 | Estados Unidos | -       | Alemania | 2-1       |

### Final
| Fecha | Hora  | Partido   | Partido | Partido   | Resultado |
| ----- | ----- | --------- | ------- | --------- | --------- |
| 24.07 | 16:00 | Argentina | -       | Australia | 0-2       |

## Clasificación general
| 1. Australia      |
| 2. Argentina      |
| 3. Estados Unidos |
| 4. Alemania       |
| 5. Corea del Sur  |
| 6. Países Bajos   |
| 7. China          |
| 8. España         |
| 9. Inglaterra     |
| 10. Canadá        |
| 11. Irlanda       |
| 12. Rusia         |

### Máximas goleadoras
6 goles
- Australia Michelle Andrews
- Corea del Sur Jang Dong-Sook

4 goles
- Argentina Vanina Oneto
- China Donghong Cai
- Alemania Franziska Hentschel
- Corea del Sur Lee Ji-Young

3 goles
- Australia Jenny Morris
- Irlanda Sarah Kelleher
- Corea del Sur Cho Eun-Jung
- España Nagore Gabellanes